# Heiner Baltes
Heiner Baltes (Erkrath-Unterbach, 1949. augusztus 19. –) német labdarúgó, hátvéd, olimpikon.

## Pályafutása

### Klubcsapatban
1970 és 1981 között a Fortuna Düsseldorf labdarúgója volt, ahol két kupagyőzelmet ért el. Tagja volt az 1978–79-es idényben KEK-döntős csapatnak.

### A válogatottban
1971 és 1974 között 23 alkalommal szerepelt az NSZK amatőr válogatottjában. Részt vett az 1972-es müncheni olimpián, ahol ötödik helyezést ért el a nyugatnémet válogatott csapattal. 1972 és 1975 között két alkalommal szerepelt a nyugatnémet B-válogatottban.

## Sikerei, díjai
Fortuna Düsseldorf
- Nyugatnémet kupa (DFP-Pokal)
  - győztes (2): 1979, 1980
  - döntős: 1978
- Kupagyőztesek Európa-kupája (KEK)
  - döntős: 1978–79